# Nepenthes boschiana
Nepenthes boschiana är en tvåhjärtbladig växtart som beskrevs av Pieter Willem Korthals. Nepenthes boschiana ingår i släktet Nepenthes och familjen Nepenthaceae. Inga underarter finns listade i Catalogue of Life.

## Bildgalleri

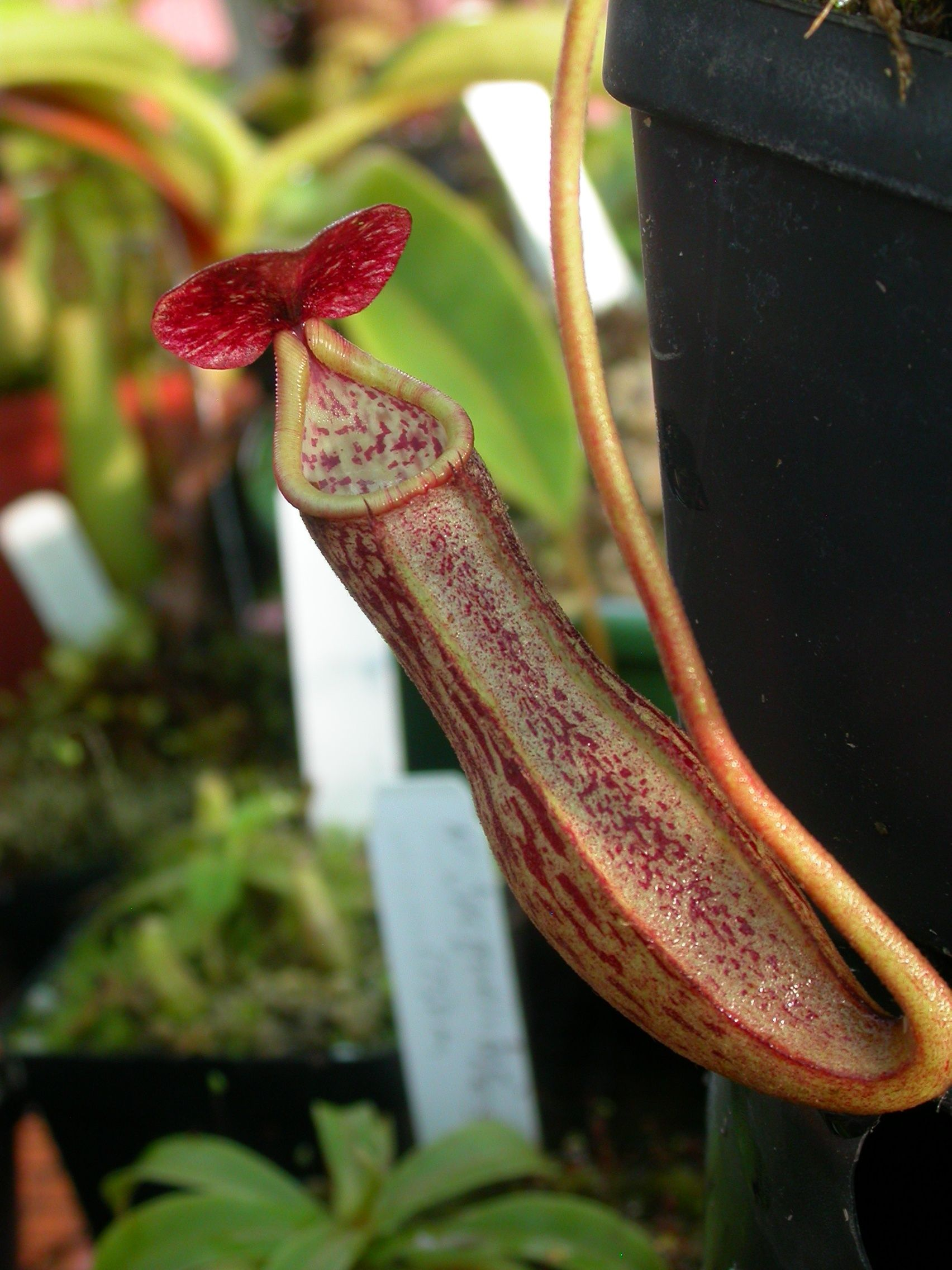
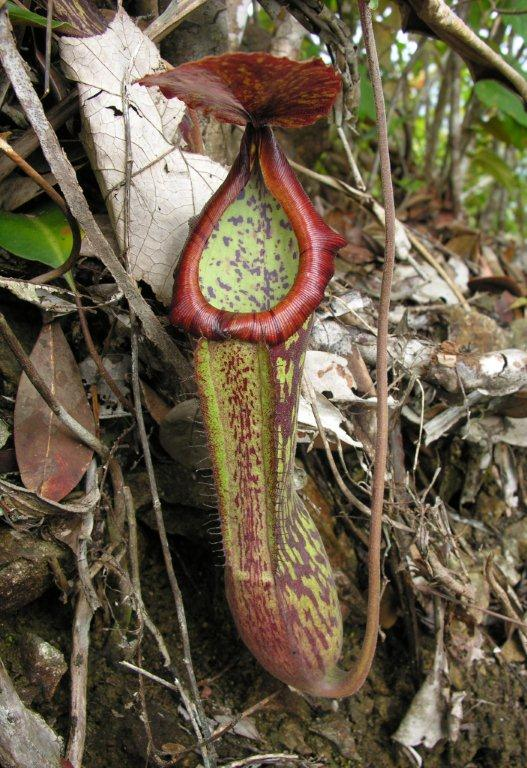
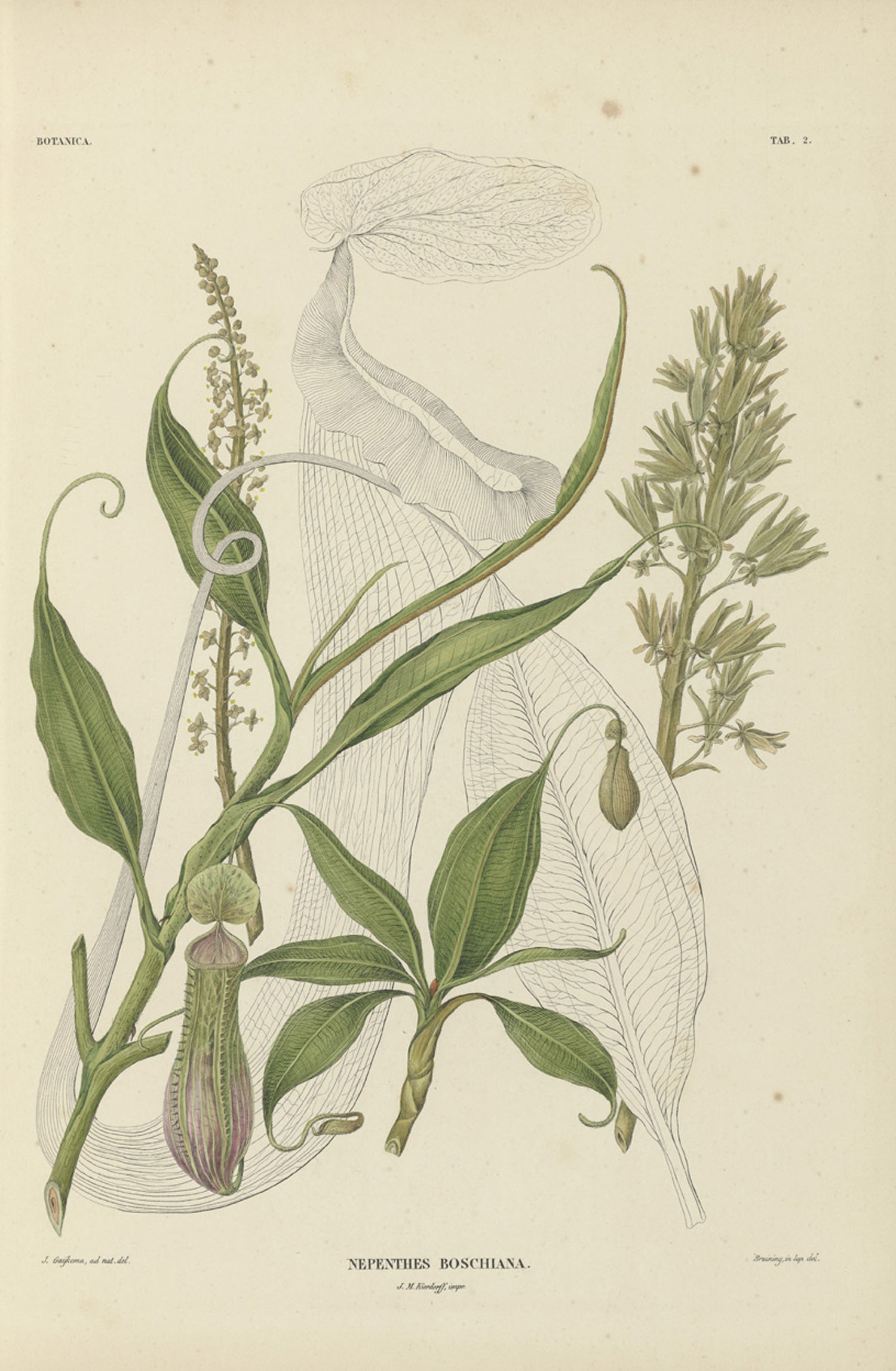
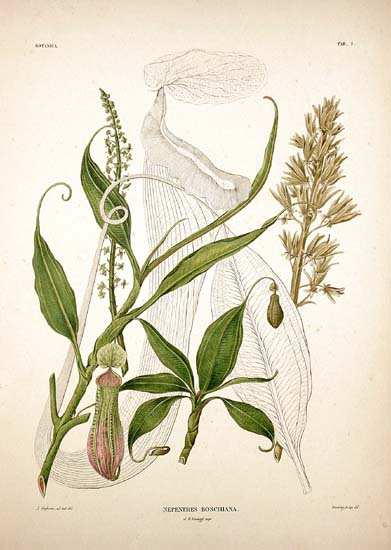
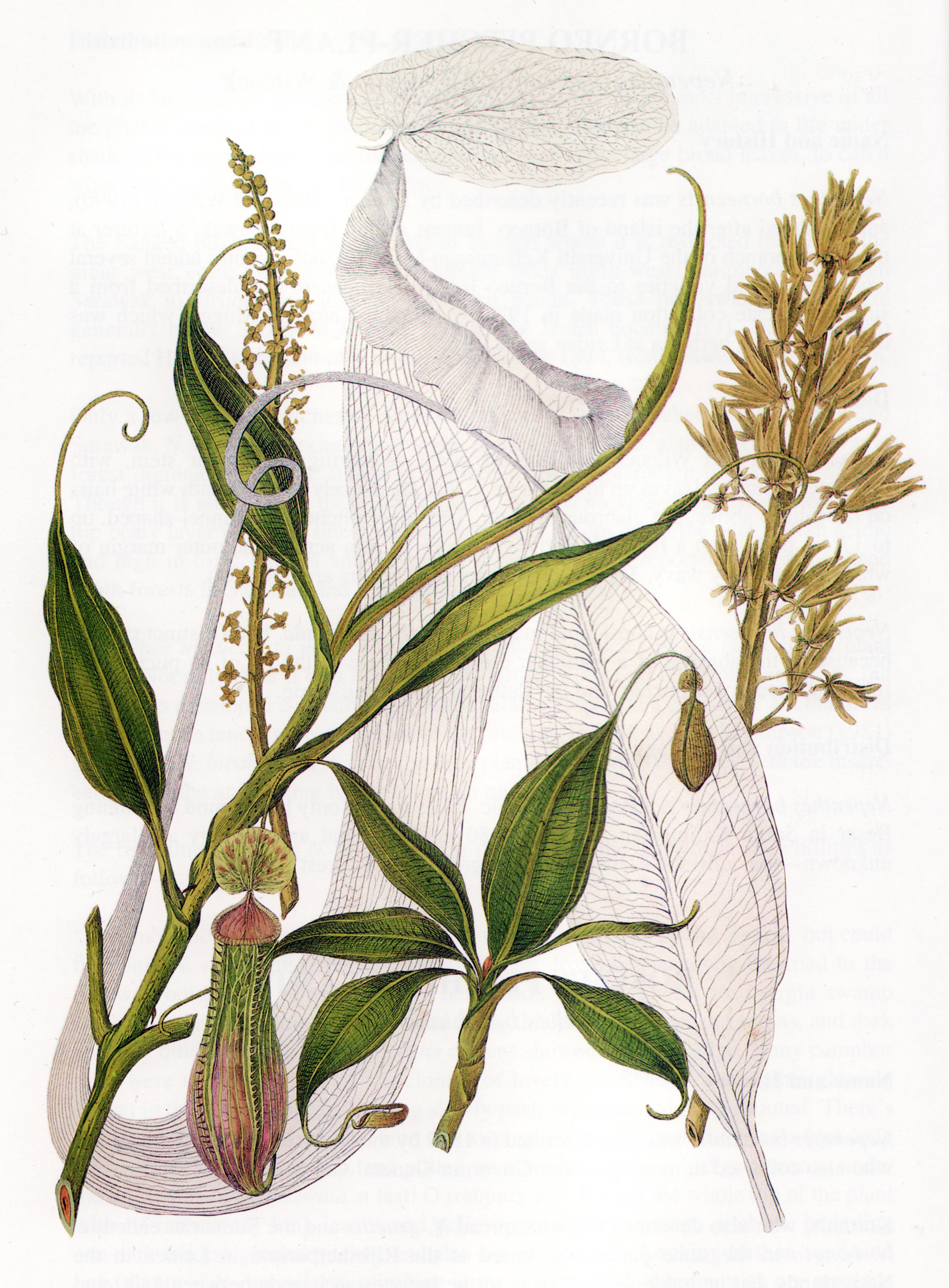